# 七彩盒子
湖南广播电视台节目生产基地，俗称“七彩盒子”，是湖南广播电视台投资兴建的集大型活动、影视生产、艺术展览等功能于一体的多功能综合体，位于湖南国际会展中心以东，长沙世界之窗和长沙海底世界之间，占地约120亩，总建筑面积22.7万平方米，总投资30亿元人民币，由五幢五层演播厅、一幢五层美术馆、一幢九层组合式体验馆等组成。

## 简介

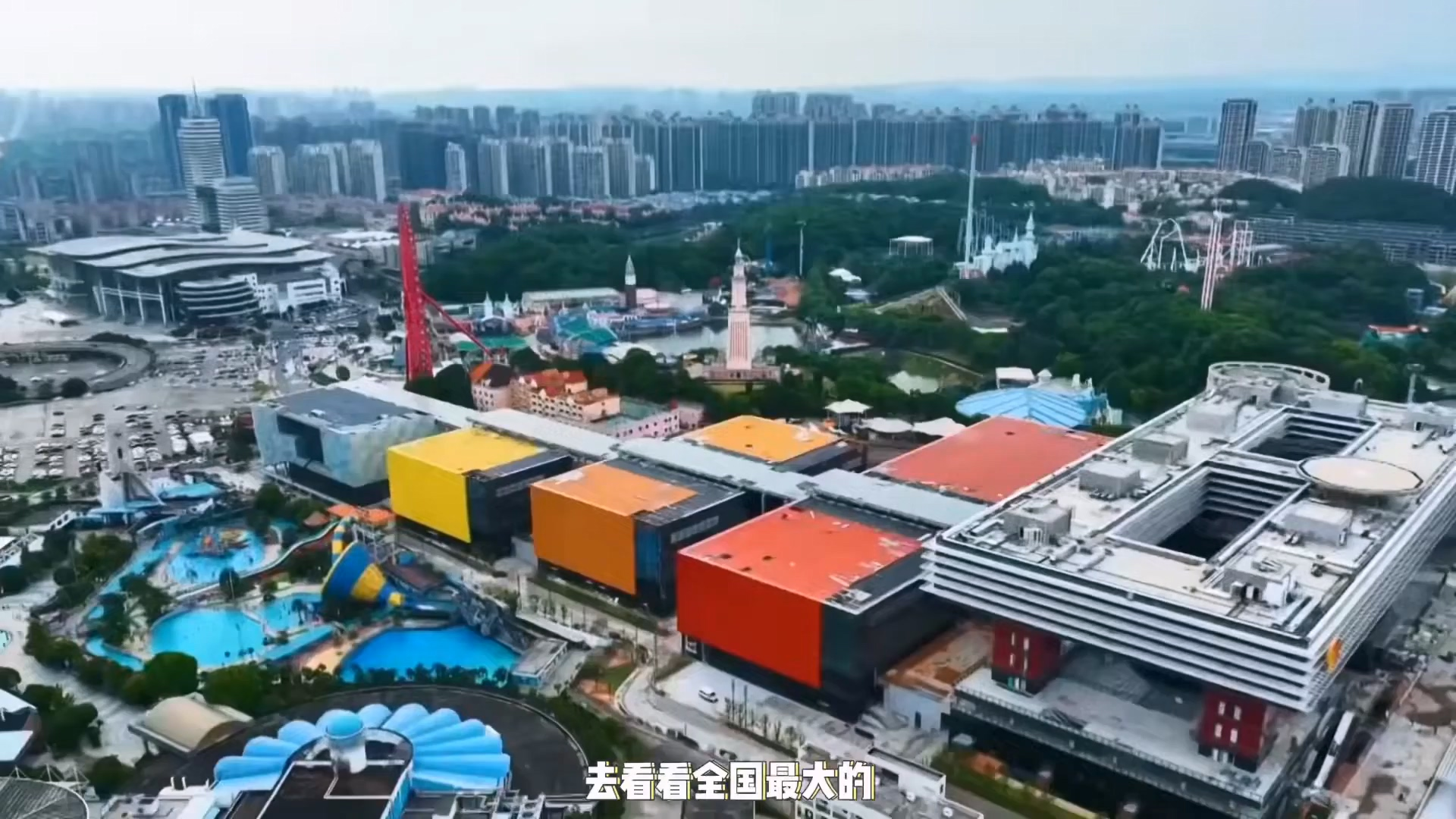
Colorful Boxes

项目于2015年8月5日奠基，2016年6月30日动工，2020年1月17日主体结构封顶，于2022年11月4日第十四届中国金鹰电视艺术节开幕式上正式启用。
“七彩盒子”依山而建，由德国HPP建筑事务所设计，采用“一轴多心”的鱼骨状结构，以一条东西向主轴贯穿基地，整体布局遵循马栏山山势，采用台阶状整体布置，由西向东逐层抬高，中心主轴连接两侧不同演播厅，形成五排七个色彩绚丽的“盒子”。

### 星光大道
是贯穿“七彩盒子”的中心连廊，总长386米，宽20米，高15-24米，从西侧入口广场一直延伸至东侧的办公入口。

### 1号馆
是“七彩盒子”的最前沿建筑，包括于2023年2月11日开馆的芒果美术馆、2023年9月28日揭幕的芒果未来艺术中心。

### 演播厅
是“七彩盒子”的主体建筑，分成三排，分别为A演播厅（1500平方米）、B演播厅（800平方米）、C演播厅（800平方米）、技术大楼兼D演播厅（1600平方米）、E演播厅（1400平方米），外墙采用湖南卫视台标的渐变色作为装饰，由明黄色逐渐过渡到鲜红色。其中，D厅于2024年6月11日开棚，综艺节目《你好，星期六》成为首个入驻“七彩盒子”的常规节目。

### 芒果电视体验馆
位于“七彩盒子”建筑群最高点，为剧院和办公功能的混合建筑，其中，左侧的F演播厅面积达5000平方米，设有三层观众席、26个包厢，最多可容纳4077位观众，是全国最大的剧院式演播厅。右侧的漂浮办公区通过8个核心筒支撑，产生悬浮效果，悬挑距离达11米，离地挑高50米。

## 奖项
2023年，获亚洲-太平洋广播电视联盟颁发“落实可持续发展目标工程奖”。